# Gegitterte Glanzschnecke
Die Gegitterte Glanzschnecke (Aegopinella ressmanni) ist eine auf dem Land lebende Schneckenart aus der Familie der Glanzschnecken (Oxychilidae). 

## Merkmale
Das rechtsgewundene Gehäuse ist niedrig-kegelig mit einem etwas gerundeten Apex. Es erreicht eine Breite von 10 bis 15 mm und eine Höhe von 6 bis 8 mm. Im Adultstadium sind 4 bis 4,5 Windungen vorhanden. Das letzte Viertel der Endwindung ist nach außen als auch nach unten stark erweitert. Die Mündung ist dadurch vergleichsweise groß und leicht quer-elliptisch. Sie steht sehr schräg zur Windungsachse. Der Mündungsrand ist gerade und scharf zulaufend. Der Nabel ist vergleichsweise eng. Durch den hohen Apex und die stark nach unten erweiterte Mündung wirkt das Gehäuse etwas kugelig.
Das Gehäuse zeigt deutliche, etwas unregelmäßige Anwachsstreifen, die von ebenfalls deutlichen Spirallinien gekreuzt werden und ein Gittermuster erzeugen. Durch Anwachs- und Spiralstreifen wirkt die Oberfläche matt und seidig-glänzend.
Im Genitalapparat ist der Samenleiter (Vas deferens) recht lang und mündet in den langen Epiphallus, der nach der Einmündung des Samenleiter rasch anschwillt und zum vergleichsweise kurzen Penis zunächst wieder dünner wird. Der Penis schwillt sehr rasch in der Dicke an und ist nicht weiter strukturiert. Der Epiphallus ist etwa doppelt so lang wie der Penis. Der Penisretraktormuskel setzt am verdickten Anfangsteil des Epiphallus an. Im weiblichen Trakt ist der freie Eileiter extrem lang und gewunden. Die Vagina ist dagegen sehr kurz. Der Stiel der Spermathek ist sehr kurz und die Blase kommt noch unterhalb des Eisamenleiters (Spermovidukts) zu liegen (Riedel).

## Ähnliche Arten
Das Gehäuse ist größer als bei den anderen europäischen Arten der Gattung Aegopinella, auch das Gewinde ist etwas höher und mehr konvex, der Habitus wirkt mehr kugelig als bei den anderen Aegopinella-Arten. Die Oberfläche erscheint durch Anwachsstreifen und Spirallinien viel matter als bei anderen Arten. Die Kleine Glanzschnecke (Aegopinella pura) besitzt ebenfalls dieses Gittermuster aus Anwachsstreifen und Spirallinien, ist jedoch sehr viel kleiner. Der Genitalapparat mit dem sehr langen, im Anfangsteil verdickten Epiphallus, dem kurzen Penis und dem Ansatz des Penisretraktormuskel am verdickten Anfangsteil des Epiphallus erinnert an die Wärmeliebende Glanzschnecke (Aegopinella minor), die jedoch ebenfalls deutlich kleiner ist und kein Gittermuster auf der Gehäuseoberfläche aufweist.

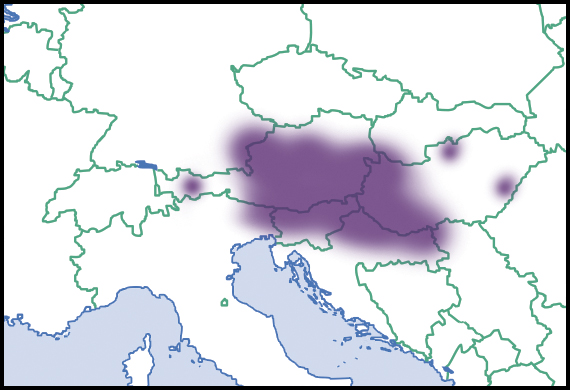
Verbreitung der Art (nach Welter-Schultes)

## Geographische Verbreitung und Lebensraum
Das Verbreitungsgebiet der Art erstreckt sich von den österreichischen Ostalpen bis nach Norditalien (Provinz Udine), Südwestungarn, Slowenien und Kroatien. In Deutschland gibt es nur sehr wenige Vorkommen in Niederbayern (Simbach am Inn) und Südostbayern (bei Burgkirchen
an der Alz).
Die Art lebt in feuchten Wäldern unter der Laubstreu, hauptsächlich montan, in Österreich von etwa 250 bis 1.700 m über Meereshöhe.

## Taxonomie
Das Taxon wurde 1883 von Carl Agardh Westerlund als Hyalinia nitens var. Ressmanni erstmals beschrieben. Es wird heute allgemein anerkannt zur Gattung Aegopinella Lindholm, 1927 gestellt.

## Gefährdung
In Deutschland ist die Art extrem selten. Daher wird die Bestandssituation für Deutschland nicht bewertet. Die IUCN schätzt die Art als nicht gefährdet ein.